# Panegyrtes clarkei
Panegyrtes clarkei är en skalbaggsart som beskrevs av Maria Helena M. Galileo och Martins 2007. Panegyrtes clarkei ingår i släktet Panegyrtes och familjen långhorningar. Inga underarter finns listade i Catalogue of Life.